# 붉은 꽃 (나카모리 아키나의 노래)
〈붉은 꽃〉(일본어: 赤い花 아카이하나[*])는 일본의 여가수 나카모리 아키나(中森明菜)의 43번째 싱글로 2004년 5월 12일에 발매하였다. (12cmCD: POCE-3600) 작사와 작곡은 대한민국의 송라이터 김형석이, 일본어 가사는 가와에 미나코(川江美奈子)가, 편곡은 다케베 사토시(武部聡志)가 도맡았으며 유니버설 뮤직 재팬의 소속 인디 레이블인 가희 레코즈의 레이블로 출시되었다. 대한민국에서 방영된 드라마 올인의 주제가이기도 했던 박용하의 〈처음 그 날처럼〉을 커버한 곡으로서, 곡만 따왔을 뿐 가사와 곡의 분위기는 원곡과 사뭇 다르다. 이 곡은 오리콘 주간 싱글 차트 40위에 까지 올라갔으며 총 4주 동안 차트 톱100에 머물러 있었다.

## 수록곡
| #            | 제목                                           | 작사                                       | 작곡           | 편곡          | 재생 시간 |
| ------------ | ---------------------------------------------- | ------------------------------------------ | -------------- | ------------- | --------- |
| 1.           | 〈〈붉은 꽃〉(赤い花)〉                        | KIM HYUNG SEOK 가와에 미나코 (일본어 가사) | KIM HYUNG SEOK | 다케베 사토시 | 5:32      |
| 2.           | 〈〈붉은 꽃 (가라오케)〉(赤い花（カラオケ）)〉 |                                            |                |               | 5:29      |
| 총 재생 시간 | 총 재생 시간                                   | 총 재생 시간                               | 총 재생 시간   | 총 재생 시간  | 11:01     |